# Boldogkőváralja
Boldogkőváralja est un village et une commune du comitat de Borsod-Abaúj-Zemplén en Hongrie.

## Géographie
Boldogkőváralja est situé au pied du massif du Zemplén, dans la vallée de l'Hernad entre Kosice et Miskolc.

## Transports en commun
Liaison par bus depuis les gares d'Encs ou Abaújszántó.

## Édifices et lieux d'intérêt
Le château de Boldogkő (en hongrois: Boldogkő-vára), reconnaissable à sa passerelle sur un piton rocheux, est visitable.